# Plagiostachys
Plagiostachys là một chi thực vật trong họ Zingiberaceae, sinh sống tại vùng nhiệt đới và cận nhiệt đới châu Á. Các loài được ghi nhận trong khu vực Borneo, Malaysia bán đảo, Maluku, quần đảo Nicobar, Philippines, Sumatra và đông nam Trung Quốc.

## Mô tả
Thân cây thường rất cao và mập, với các lá hình mũi mác, có lông tơ. Cụm hoa dạng bông mọc dày dặc trên một cuống được bao phủ bởi các lá có bẹ và nhô ra từ một bên của cuống lá. Lá bắc hình trứng thuôn dài có khía. Hoa nhiều, nhỏ và nhiều thịt. Đài hoa dạng bông mo ngắn. Ống tràng hoa ngắn và dày, các thùy thuôn dài hoặc hình trứng, nhiều thịt. Môi phẳng thuôn dài. Nhị với chỉ nhị ngắn và dày, bao phấn thuôn dài, có khía nhưng không có mào. Nhị lép có 2 bướu hình giùi ngắn. Vòi nhụy khá ngắn. Quả nang hình trứng hình nón hoặc thuôn dài, hạt 3 ngăn với 3 hoặc 4 hạt ở mỗi ngăn, có góc cạnh.

## Các loài
Plants of the World Online (2020) công nhận 28 loài như sau:
- Plagiostachys albiflora Ridl., 1908: Malaysia bán đảo, Borneo (Sarawak).
- Plagiostachys altistachya Meekiong & C.K.Lim, 2011: Borneo (Sarawak).
- Plagiostachys austrosinensis T.L.Wu & S.J.Chen, 1978: Trung Quốc (Quảng Đông, Quảng Tây).
- Plagiostachys bracteolata R.M.Sm., 1985: Borneo (Sabah, Sarawak).
- Plagiostachys brevicalcarata Julius & A.Takano, 2007: Borneo.
- Plagiostachys breviramosa Cowley, 1999: Borneo.
- Plagiostachys corrugata Elmer, 1915: Philippines (Mindanao).
- Plagiostachys crocydocalyx (K.Schum.) B.L.Burtt & R.M Sm., 1972: Borneo (Sarawak).
- Plagiostachys elegans Ridl., 1909: Philippines (Mindanao).
- Plagiostachys escritorii Elmer, 1915: Philippines.
- Plagiostachys glandulosa S.Sakai & Nagam., 2003: Borneo (Sarawak).
- Plagiostachys lasiophylla Gobilik & A.L.Lamb, 2005: Borneo (Sabah).
- Plagiostachys lateralis (Ridl.) Ridl., 1899: Malaysia bán đảo. Loài điển hình.
- Plagiostachys longicaudata Julius & A.Takano, 2007: Borneo.
- Plagiostachys megacarpa Julius & A.Takano, 2007: Borneo.
- Plagiostachys mucida Holttum, 1950: Malaysia bán đảo.
- Plagiostachys nicobarica M.Sabu, Sanoj & Prasanthk., 2008: Quần đảo Nicobar.
- Plagiostachys oblanceolata Gobilik & A.L.Lamb, 2005: Borneo (Sabah).
- Plagiostachys odorata C.K.Lim, 2007: Malaysia bán đảo.
- Plagiostachys parva Cowley, 1999: Borneo (Sabah, Brunei).
- Plagiostachys parviflora (C.Presl) Ridl., 1909: Philippines.
- Plagiostachys philippinensis Ridl., 1909: Philippines.
- Plagiostachys rolfei (K.Schum.) Ridl., 1909: Philippines (Luzon).
- Plagiostachys roseiflora Julius & A.Takano, 2007: Borneo (Sabah).
- Plagiostachys strobilifera (Baker) Ridl., 1899: Borneo.
- Plagiostachys sumatrensis Ridl., 1926: Sumatra (Mentawai).
- Plagiostachys uviformis (L.) Loes., 1930: Maluku (Ambon).
- Plagiostachys viridisepala Julius & A.Takano, 2007: Borneo.